# Seimar Chess Tournament
Seimar Chess Tournament — международный турнир по шахматам среди детей и юношей проводимый в Казахстане. Проводится при поддержке Seimar Social Fund (благотворительного фонда SAFC).

## Название
Название Турнира изменяется так:
- в 2004 году он назывался "Маралсай-2004"
- в 2006 уже «Маралсай-Seimar 2006»,
- а в 2007 "SEIMAR Chess Tournament"

Это связано с оказанием спонсорской помощи данному мероприятию финансовой корпорацией SAFC через свой благотворительный фонд SEIMAR Social Fund.

## История
Начиная с 2000 года в августе в доме отдыха Маралсай проводится ежегодный Международный турнир по шахматам среди детей и юношей.
- В 2004 году в лагере ТОО "Дом отдыха Маралсай" состоялся международный шахматный турнир "Маралсай-2004".

Участвовали 120 шахматистов из Германии, России, Украины, Кыргызстана, Казахстана и Узбекистана.
- С 16 по 23 августа 2006 г более 70 юных шахматистов участвовали в международном турнире «Маралсай-Seimar 2006».[1]
- 17 августа 2007 г. в этом лагере стартовал VII Международный турнир по шахматам среди детей и юношей "Seimar Chess Tournament" при поддержке Шахматной федерации Казахстана и общественного фонда Seimar Social Fund корпорации SAFC в котором принимали участия более 70 юниоров в возрасте от 6 до 20 лет из шести стран: Казахстана, Узбекистана, России, Таджикистана, Кыргызстана и Афганистана. А К. Илюмжинов (президент Калмыкии и шахмат, президент ФИДЕ) принял участие в закрытии VII Международного турнира по шахматам среди детей и юношей.

И ещё прошел Турнир на кубок Ассоциации Финансистов Республики Казахстан.
- В 2008 году с 17.08.08 по 25.08.08 состоялся VIII Традиционный Юношеский Шахматный Турнир Seimar Chess Tournament. В котором участвовали 50 юных шахматистов в возрасте от 5 до 18 лет из России, Узбекистана, Кыргызстана, Таджикистана и Китая.

Дополнительно там же проходил сеанс одновременной игры арбитра ФИДЕ – Сакена Сейфуллина и был продемонстрирован мастер-класс первого гроссмейстера Казахстана, делегата Казахстанской Федерации Шахмат в ФИДЕ – Булата Асанова.
И ещё прошёл Турнир на кубок Ассоциации Финансистов Республики Казахстан.

## Турнир на кубок Ассоциации Финансистов Республики Казахстан
Дополинтельную популярность Seimar Chess Tournament приенс шахматный турнир банкиров.
Первый турнир на кубок Ассоциации Финансистов Республики Казахстан прошёл в 2007 году параллельно с юношеским турниром, организаторы: Ассоциация финансистов и фондом Seimar Social Fund, поддержка Business Resource Central Asia.
Список гостей: председатель Нацбанка Сайденов, Анвар, председатель совета директоров Банка ТуранАлем Аблязов, Мухтар, член правления «Альянс банка» Кайрат Жаныбеков, председатель Ассоциации финансистов Аханов, Серик...
Главным судьёй обоих турниров стал арбитр ФИДЕ и бизнесмен Сакен Сейфуллин.
Дополнительно для судейства пригласили XIV чемпиона мира по шахматам Александра Халифмана и также чемпиона XV Азиатских игр Муртаза Кажгалеева.